# Way to Normal
Way to Normal är ett studioalbum av den amerikanska pianorockaren Ben Folds, släppt den 17 september 2008.
Kort tid innan albumet skulle släppas läckte någon flera låtar och en pdf-fil med skivomslaget på en webbplats för Folds fans. Läckan verkade äkta och låtarna spreds snabbt bland fansen. Folds avslöjade senare att han och hans band hade spelat in låtarna under en enda natt i Dublin och att de var alternativa och mer lättsamma versioner av de riktiga albumlåtarna. Det var Folds själv som sett till att de spreds på internet, som ett skämt. Några av låtarna kom med på den japanska utgåvan av albumet.
Albumets titel syftar på staden Normal i Illinois, vilket framgår av låten Effington. Effington syftar i sin tur på Effingham i Illinois.
Albumet nådde som högst elfte plats på USA-listan Billboard 200, vilket var rekord för Folds.
En specialutgåva hade en bonus-cd och bonus-dvd med liveframträdanden med mera.
You Don't Know Me är en duett med Regina Spektor.
Basisten Jared Reynolds och trummisen Sam Smith är avbildade på omslaget. Reynolds håller i en kaffekopp och Smith håller i ett paraply.
Efter önskemål från fansen gav Folds i början av 2009 ut albumet igen, fast nu under namnet Stems and Seeds och med möjlighet för fansen att själva mixa om albumet i datorprogrammet Garageband.

## Låtlista

### Originalutgåvan
| Nr  | Titel                                        | Längd | Kompositör |
| --- | -------------------------------------------- | ----- | ---------- |
| 1.  | Hiroshima (B B B Benny Hit His Head)         | 3:38  | Folds      |
| 2.  | Dr. Yang                                     | 2:30  | Folds      |
| 3.  | The Frown Song                               | 3:38  | Folds      |
| 4.  | You Don't Know Me (featuring Regina Spektor) | 3:12  | Folds      |
| 5.  | Before Cologne                               | 0:54  | Folds      |
| 6.  | Cologne                                      | 5:03  | Folds      |
| 7.  | Errant Dog                                   | 2:24  | Folds      |
| 8.  | Free Coffee                                  | 4:02  | Folds      |
| 9.  | Bitch Went Nuts                              | 3:06  | Folds      |
| 10. | Brainwascht                                  | 3:49  | Folds      |
| 11. | Effington                                    | 3:33  | Folds      |
| 12. | Kylie from Connecticut                       | 4:43  | Folds      |

### Bonuslåtar på japanska utgåvan
| Nr  | Titel                             | Längd | Kompositör      |
| --- | --------------------------------- | ----- | --------------- |
| 13. | Way to Normal                     | 4:10  | Folds           |
| 14. | Free Coffee Town                  | 2:42  | Folds, Reynolds |
| 15. | Frowne Song (Feeble Anthem)       | 3:50  | Folds, Smith    |
| 16. | Cologne (Piano Orchestra Version) | 6:08  | Folds           |

### Bonuslåtar på specialutgåvan
| Nr  | Titel                               | Längd | Kompositör |
| --- | ----------------------------------- | ----- | ---------- |
| 13. | Salt Lake City (Live)               | 1:59  | Folds      |
| 14. | Rockit Digitally (Live)             | 2:09  | Folds      |
| 15. | Ballad of the Wriggly Twins (Live)  | 3:49  | Folds      |
| 16. | In the Breeze (Live)                | 4:27  | Folds      |
| 17. | Anger & Issues in Ellensburg (Live) | 4:09  | Folds      |
| 18. | God Bless College Park (Live)       | 2:52  | Folds      |
| 19. | Rock for Freedom (Live)             | 4:02  | Folds      |
| 20. | Vegoose (Live)                      | 4:43  | Folds      |

### "Läckan"
| Nr | Titel                             | Längd | Kompositör      |
| -- | --------------------------------- | ----- | --------------- |
| 1. | Brainwashed                       | 3:36  | Folds, Smith    |
| 2. | Way to Normal                     | 4:10  | Folds           |
| 3. | Lovesick Diagnostician            | 2:53  | Folds           |
| 4. | Free Coffee Town                  | 2:42  | Folds, Reynolds |
| 5. | Bitch Went Nutz                   | 3:53  | Folds           |
| 6. | Frowne Song (Feeble Anthem)       | 3:50  | Folds, Smith    |
| 7. | Cologne (Piano Orchestra Version) | 6:07  | Folds           |
| 8. | Hiroshima†                        | 3:38  | Folds           |
| 9. | You Don't Know Me†                | 3:12  | Folds           |

† Samma version som på det riktiga albumet.

## Medverkande
- Ben Folds - Piano, moog, wurlitzer-piano, mellotron, stråkarrangemang, sång
- Jared Reynolds - Elbas, bakgrundssång
- Sam Smith - Trummor, bakgrundssång
- David Angell - Fiol
- John Catchings - Cello
- David Davidson - Fiol
- Jim Grosjean - Altfiol
- Dennis Herring - Trummor
- Joshua Motohashi - Berättarröst
- Regina Spektor - Sång

## Listplaceringar
- - 11[5]
- - 25[8]
- - 30[källa behövs]
- - 70[9]